# La banda de Mozart
La banda de Mozart es una serie de animación española producida por BRB Internacional y Marathon Productions. La serie se centra en cuatro jóvenes, cada uno con el nombre de un compositor famoso de música clásica, los cuales viven una aventura en cada episodio que puede equivaler más o menos en el momento de la vida real del compositor homónimo del personaje y cómo fue motivado para escribir alguna de sus obras.

## Personajes
Cada nombre de personaje hace referencia a un compositor:
- Mozart: es el director del grupo, toca el violín y es conocido por su coletilla "Shumblah!". Su nombre es dado por Wolfgang Amadeus Mozart.
- Beethoven: es el que toca el bajo. Su nombre es dado por Ludwig van Beethoven.
- Chopin: al igual que su tocayo, es pianista. Su nombre es dado por Frédéric Chopin.
- Verdi: toca la batería, es de origen italiano, y vive con su familia, que tiene un restaurante llamado La Traviata, como una de las obras de Giuseppe Verdi, compositor del que toma el nombre el personaje.

## Reparto
| Personaje      | Actor/Actriz original | Actor/Actriz de doblaje latino   |
| -------------- | --------------------- | -------------------------------- |
| Mozart         | Graciela Molina       | Laura Torres                     |
| Beethoven      | Juana Molina          | Diana Pérez                      |
| Chopin         | Aurora García         | Araceli de León y Mayra Arellano |
| Verdi          | Vicky Martínez        | Alfredo Leal                     |
| Profesor Solfa | Antonio Crespo        | Gabriel Chávez                   |
| Sr. Col        | Toni Sevilla          | Luis Alfonso Mendoza             |
| Blackie        | Albert Trifol         | Moisés Iván Mora                 |
| Carl           | Enric Cusí            |                                  |
| Oscar Limoski  | Xavier Martín         |                                  |

### Voces adicionales (España)
- Antonio Crespo
- Enric Cusí
- Xavier Martin

### Voces adicionales (México)
- Alejandro Mayén
- César Árias
- Gabriel Gama - Botones
- María Fernanda Morales - Madamma (un ep.)
- Víctor Delgado

## Lista de episodios
1. Haciendo amigos
2. Canción de cuna
3. Para Elisa
4. Aida
5. El vals de Pimpes
6. El desengaño de Beethoven
7. Cabizbundo y meditabundo
8. Adiós, Profesor Solfa
9. Feliz cumpleaños, Míster Col
10. La Traviata
11. Nuestros árboles
12. Drake el Mago
13. Pequeña música nocturna
14. La casa de los inventos
15. El rapto de Pimpes
16. La Traviata en peligro
17. Una rara etiqueta
18. Una pizza peculiar
19. Espectáculo mágico
20. El niño de la calle
21. Cuatro angelitos
22. Vals para un campeón
23. Blacky pierde la cabeza
24. La niña escondida
25. Todos los mayordomos se llaman Fermín
26. Ópera delirante